# Wolfsfang

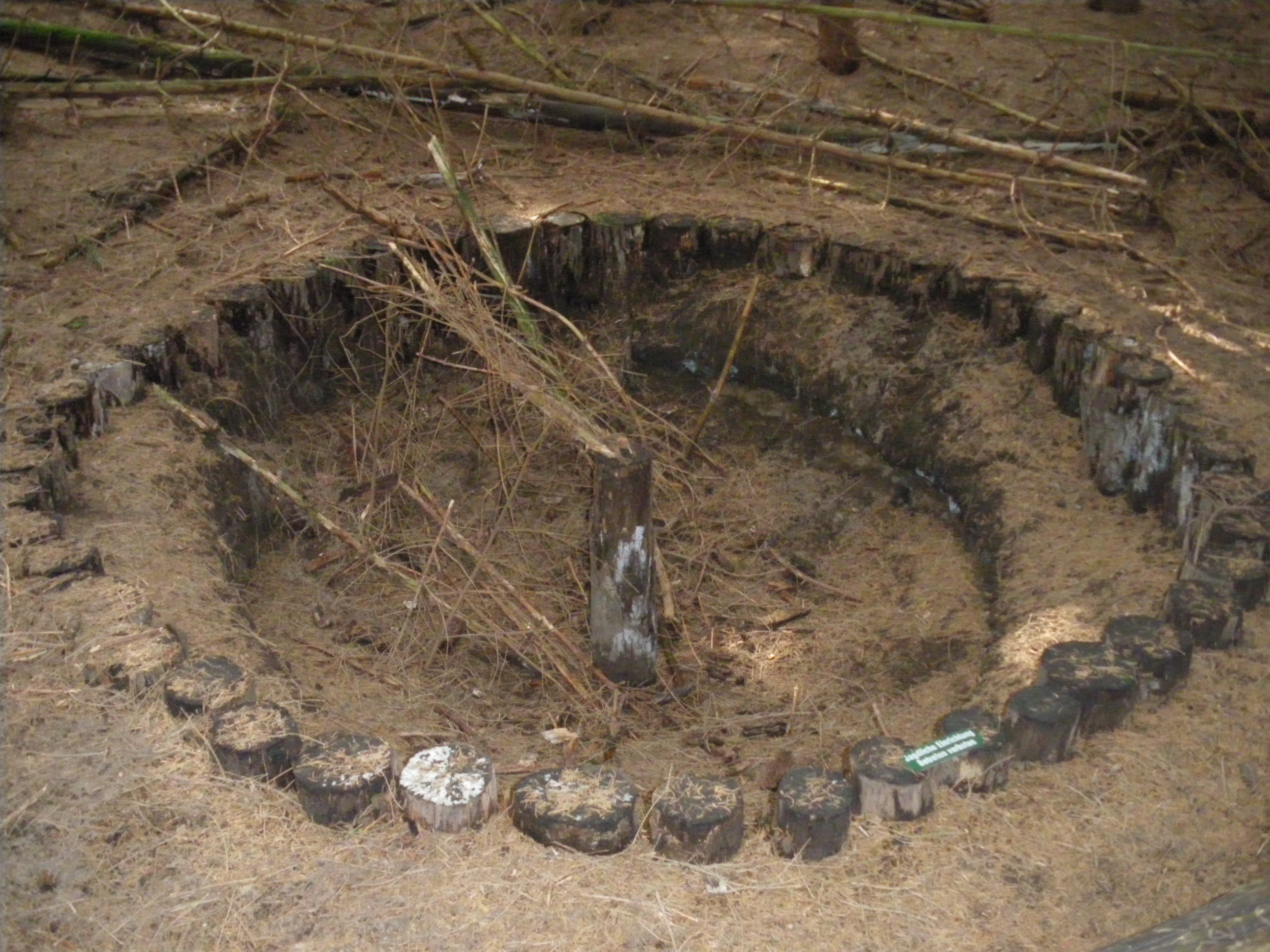
1712 errichteter, rekonstruierter Wolfsfang in der Nähe von Zwenzow (Mecklenburg-Vorpommern)

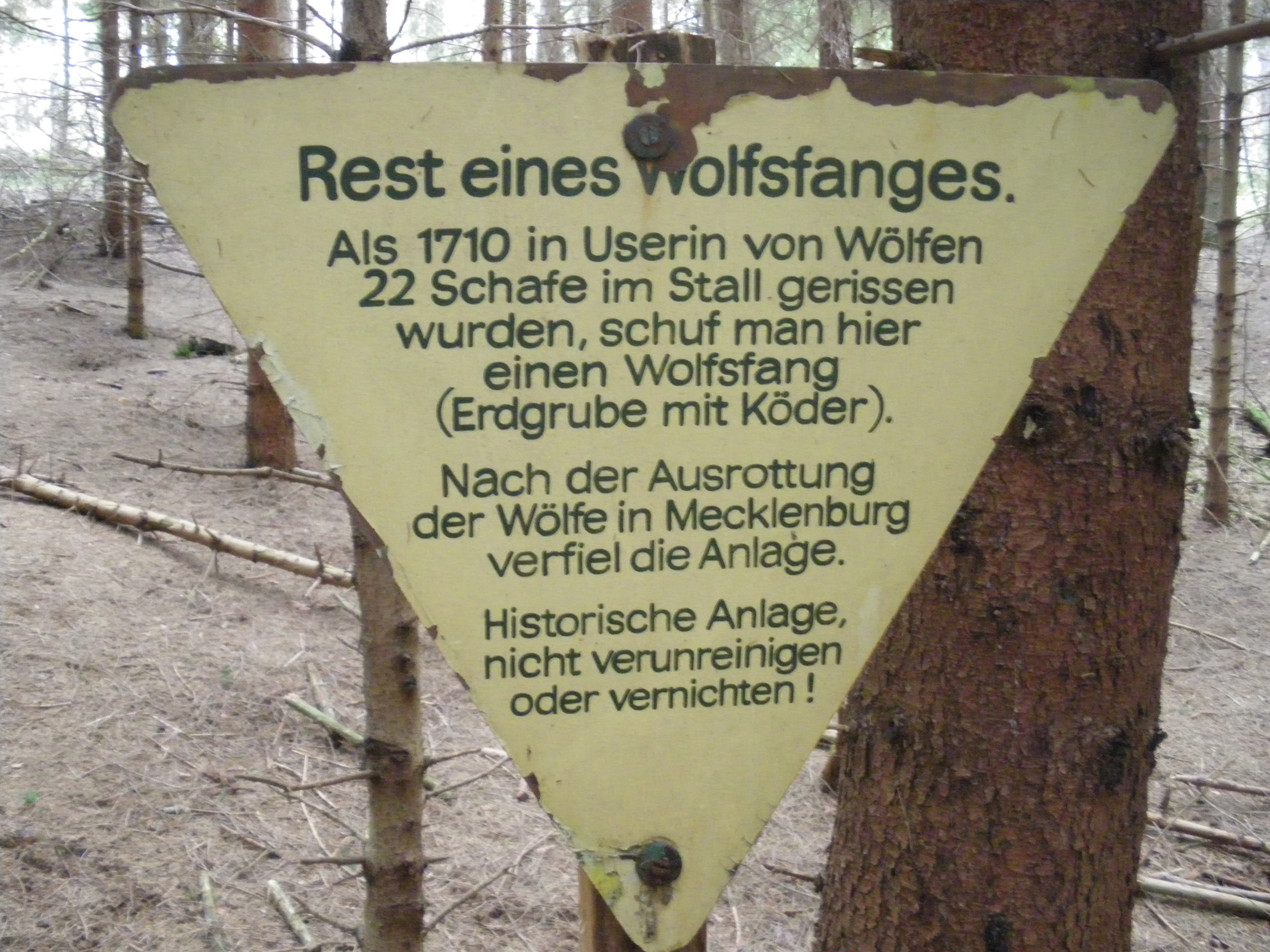
Schild am Zwenzower Wolfsfang

Als Wolfsfang werden Anlagen zum Fangen von Wölfen bezeichnet.
Wolfsfänge waren steile, zumeist mit Holzpfählen verstärkte oder auch gemauerte runde Gruben. Sie waren etwa 3 bis 5 Meter tief und hatten einen Durchmesser von 1,5 bis 3,5 Meter. In der Mitte der Grube befand sich ein Pfahl, mit einem daran befestigten runden Holzpodest oder einem Rad. Auf diesem Podest wurde ein Lamm, eine Ziege oder auch Geflügel als Köder angebunden. Der Rest der Grube wurde entweder mit Reisig und Ästen oder mit klappbaren Deckeln abgedeckt bzw. getarnt. In flacheren Gruben wurden zusätzlich angespitzte Pfähle oder Fangeisen aufgestellt. Versuchte der Wolf, zum Köder zu springen, fiel er in die so präparierte Fanggrube.
Wolfsfänge wurden in Deutschland noch bis ins 18. Jahrhundert benutzt.